# 嘎斯汰河
嘎斯汰河，位于中华人民共和国内蒙古自治区东部的一条河流，是查干木伦河右岸支流，河名源自蒙古语“嘎拉德斯汰”，意为“火热的泉”。嘎斯汰河发源于克什克腾旗热水塘街道（热水塘开发区）西北黄岗梁阎清奎沟，东南流至热水塘街道驻地转东北流，经宇宙地镇、林西县县城林西镇，于大井镇蛤蟆石起成为林西县与巴林右旗之间的界河，最后于红星村平顶庙汇入查干木伦河。河流全长127千米，流域面积2616.33平方千米，河道平均比降6.2‰，年均径流量0.986亿立方米。嘎斯汰河上游流经山区，两岸植被较好，克旗的热水塘温泉远近闻名。中下游在林西县境内两岸土地肥沃，是内蒙古小麦的主产区之一。